# طواف أوقيانوسيا للدراجات 2017
طواف أوقيانوسيا للدراجات 2017 هو الموسم الثالث عشر من سباق طواف أوقيانوسيا للدراجات. بدأ الموسم في 22 يناير 2017 مع انطلاق طواف نيوزيلندا الكلاسيكي وسينتهي في 4 مارس 2017.
تصنيفات الاتحاد الدولي للدراجات من الأعلى إلى الأدنى هي كما يلي:
- أحداث عدة أيام: 2.HC و2.1 و2.2
- الأحداث ليوم واحد: 1.HC و1.1 و1.2

## الأحداث
| التاريخ     | اسم السباق                                 | المكان    | التصنيف | الفائز               | الفريق                             |
| ----------- | ------------------------------------------ | --------- | ------- | -------------------- | ---------------------------------- |
| 22–26 يناير | طواف نيوزيلندا الكلاسيكي                   | نيوزيلندا | 2.2     | جوزيف كوبر (NZL)     | IsoWhey Sports SwissWellness       |
| 1–5 فبراير  | طواف هيرالد صن 2017                        | أستراليا  | 2.1     | داميان هاوسون (AUS)  | أوريكا سكوت                        |
| 9 مارس      | بطولة أوقيانوسيا للدراجات – Time Trial     | أستراليا  | CC      | شون لاك (AUS)        | IsoWhey Sports SwissWellness       |
| 9 مارس      | بطولة أوقيانوسيا للدراجات – Time Trial U23 | أستراليا  | CC      | Liam Magennis (AUS)  | New South Wales Institute of Sport |
| 11 مارس     | بطولة أوقيانوسيا للدراجات – Road Race      | أستراليا  | CC      | شون لاك (AUS)        | IsoWhey Sports SwissWellness       |
| 11 مارس     | بطولة أوقيانوسيا للدراجات – Road Race U23  | أستراليا  | CC      | لوكاس هاميلتون (AUS) | Mitchelton Scott                   |

## وصلات خارجية
- الموقع الرسمي